# Seattle Storm 2016
La stagione 2016 delle Seattle Storm fu la 17ª nella WNBA per la franchigia.
Le Seattle Storm arrivarono terze nella Western Conference con un record di 16-18. Nei play-off persero al primo turno con le Atlanta Dream (1-0).

## Roster
| N° | Naz.                   | Ruolo | Sportivo               | Anno | Alt. | Peso |
| -- | ---------------------- | ----- | ---------------------- | ---- | ---- | ---- |
| 1  | Stati Uniti (bandiera) | AC    | Crystal Langhorne      | 1986 | 188  | 84   |
| 4  | Australia (bandiera)   | G     | Jenna O'Hea            | 1987 | 185  | 79   |
| 5  | Australia (bandiera)   | AC    | Abby Bishop            | 1988 | 191  | 82   |
| 7  | Giappone (bandiera)    | A     | Ramu Tokashiki         | 1991 | 191  | 80   |
| 9  | Stati Uniti (bandiera) | C     | Markeisha Gatling      | 1992 | 196  | 116  |
| 10 | Stati Uniti (bandiera) | G     | Sue Bird               | 1980 | 175  | 68   |
| 11 | Stati Uniti (bandiera) | G     | Blake Dietrick         | 1993 | 178  | 68   |
| 22 | Stati Uniti (bandiera) | GA    | Monica Wright          | 1988 | 178  | 83   |
| 23 | Stati Uniti (bandiera) | A     | Kaleena Mosqueda-Lewis | 1993 | 180  | 82   |
| 24 | Stati Uniti (bandiera) | G     | Jewell Loyd            | 1993 | 178  | 67   |
| 30 | Stati Uniti (bandiera) | AC    | Breanna Stewart        | 1994 | 193  | 77   |
| 32 | Stati Uniti (bandiera) | A     | Alysha Clark           | 1987 | 178  | 76   |
| 34 | Stati Uniti (bandiera) | C     | Krystal Thomas         | 1989 | 196  | 95   |
| 45 | Stati Uniti (bandiera) | G     | Noelle Quinn           | 1985 | 183  | 81   |

## Staff tecnico
- Allenatore: Jenny Boucek
- Vice-allenatori: Leah Drury, Ryan Webb
- Preparatore atletico: Tom Spencer
- Preparatore fisico: Melissa Hardin